# Ludo
El ludo (del latín, "yo juego"), también llamado parkase, es una variante simplificada popular del juego tradicional indio pachisi. Es muy similar a la adaptación occidental llamada parchís. El juego de pachisi fue inventado en el siglo VI. Los otros nombres del juego antiguo son chaupar y chausar. 
Se juega con 2 dados de 6 caras y el objetivo es trasladar las 4 fichas desde la  partida hasta la llegada. El turno se da por la izquierda y las fichas se mueven de izquierda a derecha. A cada jugador, en su turno, le corresponde lanzar el dado y mover sus fichas si le corresponde. El 6 y el 1 del dado sirve como salida. Se utiliza para sacar fichas de la partida y se obtiene un turno extra. Las fichas se mueven según el número de espacios indicados por el dado. El jugador puede lanzar el 6 todas las veces que desee, sin perder su turno. Un jugador puede capturar las fichas de un contrincante, si en su turno ocupa la casilla de este último. 
Se puede usar dos dados o uno para hacer el avance de las fichas.
Cuando una ficha se encuentra en corona o en cualquier casillero de color está  segura, es decir ningún contrincante puede capturarla. Sin embargo, debe llegar a la casa o meta con la cuenta exacta, de lo contrario tiene que moverse dentro de la línea de color según lo indicado por el dado. Puedes mover la ficha en la línea, sin importar que tengas otras fichas disponibles para avanzar.

## Variaciones
Una variación es jugar con dos dados. En dicho caso el número de casillas para avanzar es la suma de los dados o se distribuye entre dos fichas.
En las casillas grises no se puede comer al otro jugador, hay una variación con bloqueos al igual que en el parcheesi. Cuando hay 2 fichas del mismo jugador en la misma casilla, éstas bloquean a las otras porque no las dejan pasar por encima. Para pasar una ficha hay que caer primero en la casilla bloqueada. Si se lanza una cantidad par se pueden mover ambas fichas del bloqueo al tiempo con la mitad de los puntos. Por ejemplo, si saca 6 se puede mover ambas fichas 3 casillas. Cuando un jugador saca una ficha de la casa y hay una ficha contraria, se lo puede comer. Cuando una ficha del jugador se encuentre en el casillero gris, podrá salir una de sus fichas de la casilla de inicio en el casillero gris, en caso de que salga el número indicado del dado, y así poder montarla y avanzar después del casillero gris.
Cuando el jugador está en alguna entrada (independiente sea cual sea el color) esta puede ser comida
Solo se podrá eliminar dos fichas en una misma casilla con dos fichas juntas desde otra casilla, después de sacar 6. Por ejemplo si entre 2 torres de 2 fichas faltan 2 casillas deberá sacar 6 y 2 para eliminarlos.
Dicho esto si una torre ocupa un espacio más de un tiempo regular (puede ser entre 2-4 minutos) pues este jugador está obligado mover esa torre o en todo caso destruirla, ya que esto podría generar cierta ventaja a su favor de una manera muy sencilla lo cual se ve como trampa 
En algunos sitios o tableros existe la opción de obtener un turno adicional cuando la ficha cae en cuadrado con marcado especial. Puede ser un dibujo de dado o de ficha.
Si se juega de 3 personas, la zona segura de color aún evitará que un contrincante coma a otro.

## Características
Al sacar 1 o 6 se saca solo 1 ficha, y al un jugador tener 2 o más fichas "coronadas" un enemigo no puede enviarla a casa a menos que tenga igual o mayor cantidad de fichas.
Además, al llegar a casa se debe llegar con una ficha a la vez el ludo si es un juego concreto.

## Royal Ludo

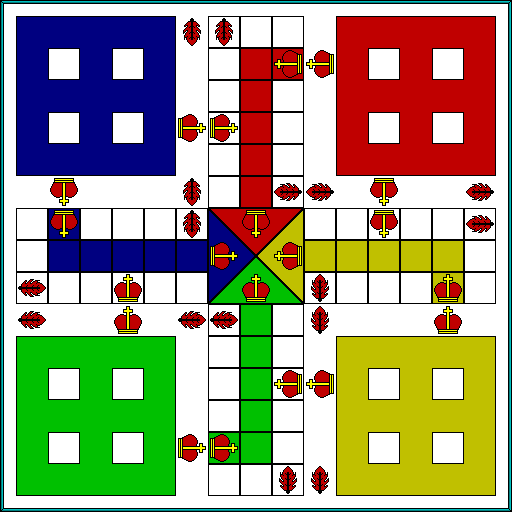
Esquema del tablero del Royal Ludo.

Existe una variante de este juego llamada Royal Ludo que incluye un dado y casillas especiales. Hay 2 dados: uno normal y el otro excepcional, con las ilustraciones de una pluma y una corona en dos de sus caras. Para sacar fichas de la cárcel hace falta sacar una corona con el dado especial. Se puede repetir el procedimiento al volver a sacar la corona o avanzar hasta una casilla especial con el dibujo de ésta y luego avanzar la cantidad de espacios que indica el segundo dado. jugadores deben retroceder hasta la casilla con corona anterior más próxima. También existen casillas especiales con el dibujo de una pluma, cuando un jugador saca una pluma con el dado especial, avanza hasta la próxima pluma, pero los demás jugadores no retroceden,no se puede avanzar a montones.